# Тараш
Тараш је насеље града Зрењанина у Средњобанатском округу. Према попису из 2022. било је 814 становника. Познато је у Европи као "Европско село рода" (птица), захваљујући највећем броју гнезда беле роде.

## Историја
Тараш је село у Банату, у Војводини, које припада граду Зрењанину. Ово место је једно од најстаријих историји познатих места у Банату. Још у доба неолита на данашњем Селишту су живели људи. Прво помињање Тараша под овим именом (Тархус) је забележено у спису званом Аноним краља Беле из 1202. године. У турским дефтерима, помиње се Тхараш. Није познато значење имена села, премда корен назива указује на назив древног женског божанства које је поштовано у Европи у неолитско доба и можда раније.
Током 17. века се Тараш помиње у попис приложника манастира Пећке патријаршије. Помиње се 1660. године једини приложник за обнову пећког манастира, ковач Ђура из Тараша. Скоро опустело после турских освајања, нагло је оживело после распуштања Потиско-поморишке војне границе, када су га у 18. веку населили бивши граничари Срби, углавном из Елемира. Аустријски царски ревизор Ерлер је 1774. године констатовао да се место налази у Тамишком округу, Бечкеречког дистрикта. Становништво је било српско. Православни парох тарашки 1797. године био је поп Лазар Поповић (рукоп. 1796).
Дакле, погрешно се раније мислило да је основано 1789. године, а 1905. године у њему се налазе: православна црква и гробље, парохијски дом, телефон и пошта, и два српска школска здања са вртом. То је парохија III класе са парохијском сесијом од 31 кј земље. Православни храм посвећен Св. Георгију подигнут је у готском стилу 1853. године.
Први командант Тараша је био поручник Јован Вучетић 1751. године. Године 1774, је Тараш припао слободном краљевском Великокикиндском дистрикту у коме су Срби имали слободну самоуправу и никад нису били потчињени спахији. Из списка претплатника (потоњег тарошког пароха) Чокрљанове књиге, види се елита места 1830. године. Купци позоришног дела су Арон Поповић парох, Стефан Телечки нотар, Андреј Ђулинац касир, Васа Толмачев ешкут, Лазар Толмачев трговац и Василије Јовановић чизмар.
Револуционарне 1848. године је народ Тараша пружио отпор мађарској националној револуционарној војсци и она је Тараш бомбардовала топовима из правца Меленаца. Тарашки парох Јован Чокрљан је био затворен од стране српске војске, заједно са књижевником Јашом Игњатовићем.
Век касније, октобра 1944. године уочи ослобођења Зрењанина, Тарашани су прослављали повлачење немачке страже из села, а у знак одмазде је мађарска војска из Бачке бомбардовала Тараш из минобацача.
Школу Тараш поуздано има од 1766. године. Учитељ у месној школи 1859. године је Михаил Ковачевић, а 1860. године Димитрије Давидовић. У Тарашу је ноћу 29. јануара 1886. године сасвим изгорела у великом пожару српска вероисповедна школа.

## Становништво
Становници Тараша су углавном православни Срби, а у селу живе и православни Роми. Средњовековно становништво насеља насеља на Селишту није опстало у Тарашу током доба турске окупације. Мало мађарских и словачких досељеника се током XIX века претопило у Србе. Стари Тарашани су се сећали да је на старом гробљу (близу кафане Ловац) било неколико јеврејских гробова, али данас ни најстарији становници не памте да су у Тарашу трајно пребивали Јевреји, већ да су повремено боравили у Тарашу као накупци, житарски трговци, а неки су као угоститељи боравили дуже.
Око 1868. године Тараш је мало село са 1424 становника, у саставу Велико-кикиндског дистрикта. Године 1905. наводи се да село има 317 домова и сви су српски. Од укупно 1887 становника, Срби доминирају са 1880, а остатак су Мађари.
Иако је после Првог светског рата шпанска грозница (Тарашани говоре „колера") скоро преполовила број становника села, после 1920. године је дошло до демографске експлозије. Становништво је, изузев неколико породица „вирилаца“ (богатих земљорадника са статусним овлашћењима), било веома сиромашно. Унутрашњом колонизацијом су Тарашани после Првог светског рата насељавани у села Стајићево, и Велике Ливаде.
После Другог светског рата је један број Тарашана насељен и у Чикерију, Зрењанин и Чуруг. Током ратова у вези распада Југославије (1991—1995), један број породица Срба избеглица из Хрватске и БиХ се доселио у Тараш.

## Архитектура
У Тарашу се налазио један од два велика житна магацина од печене цигле Великокикиндског дистрикта намењен речној трговини житом. Средином XIX века магацин је срушен.
Данашња једнобродна класицистичка црква Св. Великомученика Георгија изграђена је 1850-1853, а црквени торањ 1901. године. Материјал за цркву је обезбедила општина Тараш откупивши печену циглу након рушења великог житног магацина. Црквени иконостас је осликала радионица Луке Алексијевића.
Школа се у Тарашу у документима први пут помиње 1768. године.
Ван села према Куману била је капелна црква, Водица.
Архитектура Тараша је типична за ушорено панонско село. Три „дужне улице“ које носе народне називе Велики сокак, Мали сокак и Логов. Има четири „прека сокака“ и део према Тиси који се зове Баџура. Све улице у селу су асфалтиране. Од цркве десно је ресторан „Ловац“. Близу села је река Тиса, а источно од села је вода Чикош. Некад је североисточна, природна граница Тараша била бара која се звала Рогозара, која је услед хидролошке ситуације последњих година углавном сува.
За време трајања Великокикиндског дистрикта, Тараш је имао велики житни магазин од печене цигле уз Тису, који је услед беспотребности након изградње пруге, порушен. На источном крају села је постојала ветрењача, која је срушена после Другог светског рата.
Током седамдесетих година XX века, један број тарашких завичајаца је услед носталгије за родним селом, подигао бројне викендице у тарашким Новим виноградима, јужно од села.

## Саобраћај
Тараш удаљен од магистралних путева и традиционално је био веома лоше повезан са околним местима копненим путевима. Услед подводног, блатњавог атара, Тарашанима је било тешко и да дођу до коња, пошто су продавци нерадо продавали коње у место где ће њихова саобраћајна улога бити тешка у селу које је са суседним местима повезано земљаним путевима. Тек кад је после Другог светског рата изграђена дегазолинажа на Бабатову, изграђен је уски асфалтни пут којим се из Тараша могло доћи до Елемира аутомобилом и уведена је редовна аутобуска линија.
Скела на Тиси која повезује Тараш са Ајлашом преко Тисе (такође део Тарашког атара), по предању скела саобраћа још од доба царице Марије Терезије. До укидања редовног речног бродског саобраћаја, Тараш је био редовна станица на овом пловном путу путничког саобраћаја.
Некад се за Нови Бечеј из Тараша путовало насипом (долмом), за Кумане земљаним колским путем, као и за Елемир, преко мртваје Чикош, коју је премошћавао дрвени мост. На пола пута између моста и Тараша био је стари усамљени огромни брест. Он је важни саобраћајни оријентир зимског путника на путу Елемир — Тараш. Осушио се крајем осамдесетих година XX века.

## Спорт
У Тарашу је 1920. године било основано соколско друштво. Прва фудбалска лопта у село је донета 1932. године, а догодине је одиграна и прва званична фудбалска утакмица. Данас постоји фудбалски клуб „Тиса“, Ловачко друштво „Зец“ и фолклор - Културно уметничко друштво Тараш-Елемир.

## Културни живот
Тарашка сеоска слава је Преображење Господње и њено прослављање је везано за бербу грожђа. Поред овога, у Тарашу се одржава и популарна манифестација „Тарашки котлић“, као и „Купус-бал“. 14. јуна 2014. године ће по први пут бити одржан фестивал рода, јер се у селу те године гнездило 40 парова ових птица, што је највећа концентрација у земљи.
У Тарашу су снимане масовне сцене неких чувених домаћих филмова, као што су Салаш у Малом риту и Велики транспорт.
Тараш поуздано има школу у континуитету од 1766. године. Још 1998. године је Тарашка школа добила компјутерску учионицу.

## Знамените личности
Тараш нема много знаменитих људи.
Парох Јован Чокрљан се током 19. века бавио књижевношћу и јавља се као пренумерант књига и новина. Претходно је био учитељ у Белој Цркви, па свештеник у Новом Бечеју и војни капелан. Поред више кратких дела - ода, истиче се позоришним романтичарским делима : "Огледало добродетељи и вјерности или жалостна прикљученија Драгољуба и Љубице" из 1829. године и "Пољска љубичица или Владислав и Милица" из 1830. године. Био је дописни члан Прашког ученог друштва (1843). Године 1845. даје прилог за Матицу Српску у Пешти. Након мађарске буне прелази у јерес, одлази у туђину - у Далмацију и пише дело против православља.
Први доктор медицине из Тараша је био Обрад Суботин „Добра“, који је у доба Краљевине СХС дипломирао медицину у Загребу, професор филозофије Омер Маринков, академски вајар Љубица Тапавички, публициста Дејан Бошњак, бивши народни посланик у скупштини Југославије и Србије Милорад Крстин, Ђорђе Лудошки и други. Душан Аврамов, дипл. правник, југословенски дипломата, пок. супруг професорке Смиље Аврамов је детињство провео у Тарашу, мада је рођен у Н. Бечеју. Пореклом је из Тараша Драган Достанић, прерано преминули песник из Зрењанина.
У Тарашу се родио Светозар Тоза Марковић, народни херој Југославије. У селу је сачувана његова спомен-кућа из које се његова породица иселила у Стајићево. Пред тарашком школом је академска вајарка Љубица Тапавички израдила његову спомен-бисту, која је почетком XXI века украдена.

## Привреда
Традиционално, становници су се бавили најпре рибарством, а затим овчарством (претежно сорта Цигаја), виноградарством и повртарством. Становници се и данас баве углавном пољопривредним занимањима. Поред житарица и индустријског биља, производи се и воће и поврће. Тарашани гаје овце, а баве се и гушчарством.
Услед непопуларности пољопривреде и депопулације крајем XX века, престала је да се производи конопља и сирак. Одавно се не производи шафран, који се у двориштима кућа ради продаје узгајао пре Другог светског рата.
Од 4432 хектара колико износи површина тарашког атара, једва половина је обрадива (подводна земљишта, слатине и деградирани хумус), а остало је пашњак и трстика. Најплоднија тарашка земља налази се у Ајлашу, преко Тисе, до које се долази скелом, која се по предању ту налази још од доба Марије Терезије.
Поред Ајлаша, плодни су и Стари и Нови виногради. Стари виногради служи као ораница, откад их је у деветнаестом веку уништила епидемија филоксере. Село је чувено по купусу и кромпиру (од 1802. године). Уместо некадашњег белог кромпира и сорте келбаба, данас се гаји хибрид тарашки кромпир који достиже и више од килограма по комаду. Производи се и грожђе и друго разно воће. Некада је постојала и сушара за камилицу, које у тарашком атару обилно успева и коју народ зове „жабњак“.
Миодраг Крстин је 2015. године култивисао неплодну ледину источно од Тараша претворивши је у рибњак.

## Демографија
У насељу Тараш живи 868 пунолетних становника, а просечна старост становништва износи 39,8 година (38,8 код мушкараца и 40,8 код жена). У насељу има 389 домаћинстава, а просечан број чланова по домаћинству је 2,93.
Ово насеље је великим делом насељено Србима (према попису из 2002. године), а у последња три пописа, примећен је пад у броју становника.
|  |

| Демографија | Демографија | Демографија |
| Година      | Становника  | Становника  |
| ----------- | ----------- | ----------- |
| 1948.       | 1.956       |             |
| 1953.       | 1.956       |             |
| 1961.       | 1.779       |             |
| 1971.       | 1.612       |             |
| 1981.       | 1.328       |             |
| 1991.       | 1.174       | 1.152       |
| 2002.       | 1.140       | 1.190       |
| 2011.       | 1.003       |             |

| Етнички састав према попису из 2002.‍ | Етнички састав према попису из 2002.‍ | Етнички састав према попису из 2002.‍ | Етнички састав према попису из 2002.‍ | Етнички састав према попису из 2002.‍ |
| ------------------------------------ | ------------------------------------ | ------------------------------------ | ------------------------------------ | ------------------------------------ |
|                                      |                                      |                                      |                                      |                                      |
| Срби                                 | Срби                                 |                                      | 1.100                                | 96,49%                               |
| Роми                                 | Роми                                 |                                      | 15                                   | 1,31%                                |
| Мађари                               | Мађари                               |                                      | 8                                    | 0,70%                                |
| Црногорци                            | Црногорци                            |                                      | 2                                    | 0,17%                                |
| Хрвати                               | Хрвати                               |                                      | 2                                    | 0,17%                                |
| Југословени                          | Југословени                          |                                      | 2                                    | 0,17%                                |
| Русини                               | Русини                               |                                      | 1                                    | 0,08%                                |
| Руси                                 | Руси                                 |                                      | 1                                    | 0,08%                                |
| Румуни                               | Румуни                               |                                      | 1                                    | 0,08%                                |
| непознато                            | непознато                            |                                      | 1                                    | 0,08%                                |

| Година пописа     | 1948. | 1953. | 1961. | 1971. | 1981. | 1991. | 2002. |
| ----------------- | ----- | ----- | ----- | ----- | ----- | ----- | ----- |
| Број домаћинстава | 454   | 468   | 479   | 458   | 432   | 403   | 389   |

| Број чланова      | 1  | 2  | 3  | 4  | 5  | 6  | 7 | 8 | 9 | 10 и више | Просек |
| ----------------- | -- | -- | -- | -- | -- | -- | - | - | - | --------- | ------ |
| Број домаћинстава | 99 | 85 | 64 | 82 | 26 | 21 | 6 | 3 | 1 | 2         | 2,93   |

| Пол    | Укупно | Неожењен/Неудата | Ожењен/Удата | Удовац/Удовица | Разведен/Разведена | Непознато |
| ------ | ------ | ---------------- | ------------ | -------------- | ------------------ | --------- |
| Мушки  | 444    | 123              | 278          | 26             | 17                 | 0         |
| Женски | 472    | 88               | 278          | 94             | 11                 | 1         |
| УКУПНО | 916    | 211              | 556          | 120            | 28                 | 1         |

| Пол    | Укупно                    | Пољопривреда, лов и шумарство | Рибарство                            | Вађење руде и камена | Прерађивачка индустрија       |
| ------ | ------------------------- | ----------------------------- | ------------------------------------ | -------------------- | ----------------------------- |
| Мушки  | 282                       | 167                           | 2                                    | 2                    | 58                            |
| Женски | 152                       | 91                            | 0                                    | 0                    | 20                            |
| УКУПНО | 434                       | 258                           | 2                                    | 2                    | 78                            |
| Пол    | Производња и снабдевање   | Грађевинарство                | Трговина                             | Хотели и ресторани   | Саобраћај, складиштење и везе |
| Мушки  | 0                         | 18                            | 2                                    | 0                    | 8                             |
| Женски | 0                         | 3                             | 9                                    | 2                    | 1                             |
| УКУПНО | 0                         | 21                            | 11                                   | 2                    | 9                             |
| Пол    | Финансијско посредовање   | Некретнине                    | Државна управа и одбрана             | Образовање           | Здравствени и социјални рад   |
| Мушки  | 0                         | 4                             | 7                                    | 4                    | 4                             |
| Женски | 2                         | 1                             | 4                                    | 11                   | 6                             |
| УКУПНО | 2                         | 5                             | 11                                   | 15                   | 10                            |
| Пол    | Остале услужне активности | Приватна домаћинства          | Екстериторијалне организације и тела | Непознато            | Непознато                     |
| Мушки  | 3                         | 0                             | 0                                    | 3                    | 3                             |
| Женски | 0                         | 0                             | 0                                    | 2                    | 2                             |
| УКУПНО | 3                         | 0                             | 0                                    | 5                    | 5                             |